# مالكوم براون (لاعب كرة قدم أمريكية)
مالكوم براون (بالإنجليزية: Malcolm Brown) هو لاعب كرة قدم أمريكية أمريكي، ولد في 15 مايو 1993 في بيلوكسي في الولايات المتحدة.

## وصلات خارجية
- مالكولم براون على موقع مرجع كرة القدم المحترفة.كوم (الإنجليزية)